# Daniel Garbade
Daniel Garbade Lachenal (Zúrich, 1957) es un pintor, fotógrafo, ilustrador y decorador de cine, hijo de Bernhard Garbade y de Ariane Garbade-Lachenal, sobrino-bisnieto de Adrien Lachenal, antiguo ministro de la Confederación suiza, y nieto de Paul Lachenal, fundador de Pro Helvetia, un político y mecenas de arte, que ayudó a salvaguardar los cuadros del Museo del Prado en Ginebra durante la guerra civil.
Garbade vivió en España a partir de 1983. Se mudó a su ciudad natal en 2011 donde mostró sus obras en la Galería Peyer Fine Art de Zúrich. Desde 2017 vive de nuevo en Madrid dónde consiguió la nacionalidad española en 2023.
Tiene ancestros españoles y cubanos, su tatarabuelo paterno era el escultor e ingeniero cubano Fernando Heydrich Klein, y como el escultor Juan Esnard Heydrich, otro descendiente cubano de este, Garbade siguió sus pasos artísticos. Theodore Garbade era su abuelo paterno, y el empresario Emilio Heydrich y Martínez de Barcelona su bisabuelo.
Pasó la infancia en el Bürgli, Zúrich, estuvo largos años en Madrid y Suiza, y vive de nuevo en España, en Mascaraque, Castilla-La Mancha.

## Obra
El dibujo de Garbade se define como “garabatear”, su pintura como posexpresionista los dos, plagadas de guiños humorísticos autobiográficos, donde aborda la realidad humana y propone enfrentarse al significado icónico del retrato a través del efecto óptico de superposición de cuadros. José Saramago los describe como la muestra de lo humano donde este más se revela y más se disfraza..Sus obras se pueden ver en numerosas colecciones y múltiples exposiciones. Son conocidos sus retratos de personalidades como Nancy Cunard, el Rey Juan Carlos, el Presidente Rodríguez Zapatero y Pedro Almodóvar, o el del papa Benedicto XVI desnudo, obra retirada de una exposición por el gobierno suizo en 2006.

## Compromisos
Activo en la defensa de los derechos de los homosexuales, trabaja para las fundaciones AmfAR contra el SIDA o la Fundación Triángulo, Madrid, donde ilustra la revista Orientaciones. Trató el tema homosexualidad en Cosas de casados, libro editado por Beatriz Gimeno y del comisario de arte LGTB Pablo Peinado, su trabajo se publicó al lado de David Hockney, Tom of Finland, Nazareno o Guillermo Pérez Villata. También en la revista Zero, La loca aventura de vivir, La pequeña muerte o Reload. En 2022 fue invitado por la Embajada de Suiza en India para dar una conferencia sobre el arte Queer: The Queer in Art and Real Life en un panel con la escritora y conservadora de arte D. Alka Pande, el activista del Humsafar Trust, Vivek Raj Anand, el LGBTQ activista y abocado Saurabh Kirpal y la Miss Bután y activista por los derechos de la comunidad LGBTI Tashi Choden.
Era cofundador de la revista de poesía “Signos” de Leopoldo Alas Mínguez en 1986, junto con Luis Cremades y Ángel Luis Vigarrey.
Su casamiento fue la primera boda de una pareja del mismo sexo en Mascaraque, 2006, pueblo donde instaló su estudio ya en 1987.
Sobre tolerancia hizo la exposición “Coctel“en el Convento de San Ildefonso, Toledo 1996, se juntó con los autores Rafael Alberti, José Saramago, Luis Antonio de Villena, Leopoldo Alas, Jesús Ferrero, Vicente Molina Foix, y fue arropado por la Subdirección general de UNESCO y el gobierno de Suiza.
Desde que se afincó en Madrid, en 1983, Garbade fue impulsor de las relaciones culturales entre Suiza y España. Trajo los primeros participantes suizos a la feria de Arte contemporáneo ARCO 85 y 86, Colaboró en la Semana Suiza de Madrid 1988 con Werner Bischof y John Armleder en el Museo Reina Sofía, Círculo de Bellas Artes y Galería Quorum. Para la celebración de los 700 años de la Confederación Suiza (1991), le encargaron una performance que hizo con el grupo Clónicos + Finís Africae de Markus Breuss en Madrid. Tomando otra vez residencia en Zúrich, Suiza, en 2011, participó en el intercambio Hispano-Suizo, en Zúrich 2012 y en el Centro Cultural Galileo, Madrid 2014. Fue comisario de la exposición "Desayuno para Inmigrantes ", sobre inmigración suiza en España en 2013. En 1989 colaboró con Francois Lachenal en la exposición de homenaje al rescate de los cuadros del Museo Prado en Ginebra.
Colaboro en dos ocasiones en los desfile de moda del diseñador toledano José Luis Sánchez prestando sus exposiciones como decorado. En 2018 con su muestra "En cama con Greco y Picasso" dentro de la iglesia de San Sebastián de Toledo y en 2022 en su exposición "Selfies del pasado" en el Oratorio de San Felipe Neri de Toledo.

## Producción del artista

#### Escultura
En 2016, Los Dadaístas del Cabaret Voltaire en Zúrich encargaron a Garbade la tumba de Mijaíl Bakunin en el cementerio de Berna, Suiza, en homenaje a su adopción como Dadaísta. En 2022, el Consorcio y el Ayuntamiento de Toledo invitaron a Garbade a exhibir sus esculturas en una instalación en el Oratorio de San Felipe Neri. 

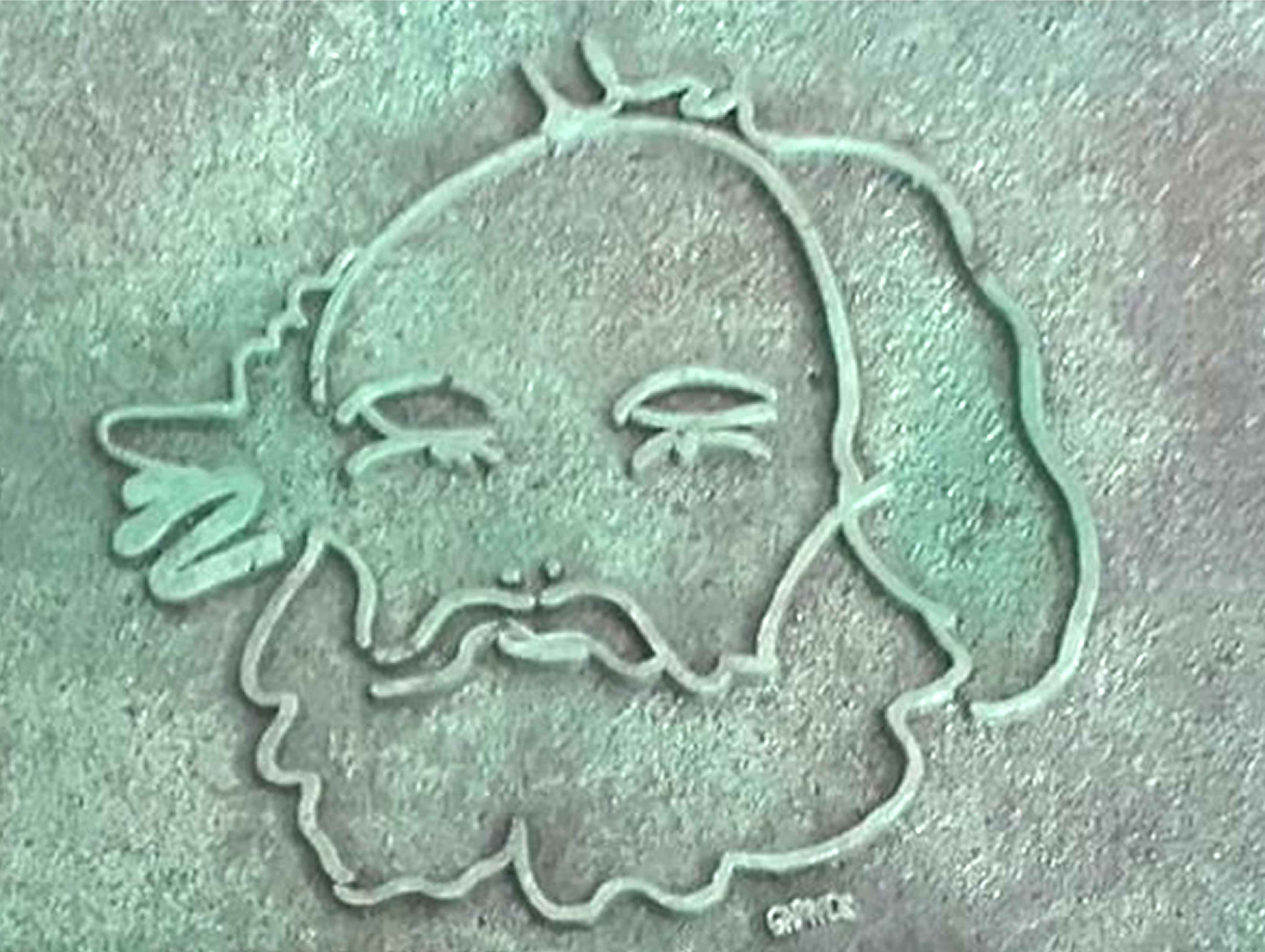
Escultura de bronce de Garbade en la tumba de Mijaíl Bakunin en Berna, Suiza.

#### Fotografía
Sus fotografías fueron publicado en el El País Semanal, como su entrevista al escritor cubano Severo Sarduy (1987).
En los años 2000 (Galería Pi & Margall), 2018, 2021 y 2023 fue invitado a participar en PHotoEspaña, Madrid.

#### Pintura
En 2018 el Consorcio de Toledo le organiza su exposición individual En cama con Greco y Picasso dentro de la Iglesia de San Sebastián. La Fundación Tres Culturas de Sevilla y el Institut des cultures arabes et méditerranéennes de Ginebra le incluyen en la exposición "Al Andaluz" en 2020 y 2021.En 2022 el ICAM de Ginebra muestra su exposición individual: Guillaume Tell est Andalou.En 2023 expone Sen 2 en la Galería Studio RGF Arriaza 11 de Roberto González Fernandez en Madrid, y participa en las exposiciones PANORAMA 2023: 45 años reivindicando el Estatuto del Artista en el Museo Zapadores Ciudad del Arte, Madrid y en Aires Manchegos en el Museo Municipal de Alcázar de San Juan.

#### Latinoamérica
Garbade tiene estrechos vínculos con América del Sur y Cuba a través de su familia, la abuela de Garbade, Aída, era de Matanzas, Cuba. México mostró sus obras en el Museo Nacional del Tequila de Jarisco (2021), en el Museo Interpretativo del Paisaje Agavero y la Minería (2022) y en la Galerie Kin (1993) en México DF. En 2021, Garbade exhibía sus obras en las exposiciones dedicadas al Bicentenario de la Independencia del Perú en la Casa Museo Mario Vargas Llosa de Arequipa y en el Instituto Cervantes de Esquivias, Toledo (2021). En mayo de 2022, la Fundación Ludwig de Cuba invitó al artista a presentar sus obras sobre sus orígenes en dos exposiciones paralelas en su galería de La Habana y en el Centro de Artes visuales de Matanzas, la Galería Pedro Esquerré. Participó en la exposición SUMAQ en el Museo de Arte Contemporáneo de Cusco en Perú (2022).

## Cine y Teatro
En 1979 su tío y director de fotografía Robert D. Garbade le introduce en el mundo del cine, y empieza a trabajar como asistente de producción y luego director de arte para publicidad con Condor Productions, Zúrich. Como freelance trabaja para James Walter Thompson, Barney, Tardío & Melsky, EE. UU. y Polivideo Lugano, Suiza, entre otros. En largometrajes trabajó para Warner Bros, The  Ladd Company, Cathala Productions y TF1 en películas como : Espión, lève-toi, de Yves Boisset, Cinco días un verano de Fred Zinnemann, Wagner de Tony Palmer o Violanta de Daniel Schmid. En España hizo entre otros el diseño gráfico para la obra de teatro La Actriz de Lorenzo Piriz-Carbonell con Pilar Bardem y Arturo López en 1987.

## Museos, Galerías y Colecciones
En diciembre de 2024 la Fundación Ludwig de Cuba donó diez obras de Garbade al Museo de Arte de Matanzas en Cuba.

#### Exposiciones y obras en Museos y Instituciones
- Musee de la Ville de Geneve, Ginebra, Suiza
- Institut des cultures arabes et méditerranéennes, Ginebra, Suiza
- Kunstsammlung des Bundes, BAK, Berna, Suiza
- The Floersheimer Colection, Orselina, Suiza
- Museo de la Hermandad, Toledo, España
- Museo Centro de Arte Faro de Cabo Mayor, Santander, España
- Museo La Maison d'Eros, Medinacelli, España
- Museo Zapadores, Ciudad del Arte, Madrid, España
- Museo Municipal de Alcázar de San Juan, España
- Ateneo de Madrid, España
- Centro Centro, Madrid, España
- Caja Rural, Toledo, España[36]
- Diputación de Toledo, España
- Consorcio de Toledo, España
- Metro, Madrid, España
- Convento de San Ildefonso, Toledo, España
- Bibliotheca Nacional, Madrid, España
- Fundación Tres Culturas, Sevilla, España
- Círculo de Bellas Artes, Madrid, España
- Instituto Cervantes, Burdeos, Francia
- Fundación Ludwig de Cuba, La Habana, Cuba
- Fundación Caja Badajoz, España
- Museo de Arte Contemporáneo de Cusco, Perú
- Casa Museo Mario Vargas Llosa, Arequipa, Perú
- Museo Nacional del Tequila, Jalisco, Méjico
- Museo del Ópalo, Jalisco, Mejjico
- Haegeumgang Theme Museum, Geoje, Corea del Sur
- Museo Pierides, Larnaca, Chipre,
- Museum Sankt Johann, Tirol, Austria
- Colección Gloria Kirby, Tánger, Marruecos
- Casa de las Nacionalidades de Moscú, Rusia
- TT, Rorkee, Uttarakhand, India
- Palacio de los Mahíques Sanz, Xàtiva
- Ayuntamiento de Villaescusa,Fundación Cantabria Labs, España

#### Galerías
- Galería Quorum, Madrid, España
- Galería Dionis Bennassar, Madrid, España
- Belénartspace, Madrid, España
- Galería Estudio Ignacio del Río, Málaga, España
- Galería Fort, Cadaques, España
- Peyer Fine Art, Zúrich, Suiza
- Galería Nathan, Zúrich, Suiza
- Galería Ziegler, Zúrich, Suiza
- Galería Knapp, Lausana, Suiza
- Galería Artes, París, Francia
- Galería Barês, París, Francia
- Galería Arthêmes, Burdeos, Francia
- Tossan Tossan, Nueva York, EEUU
- Hernan Gamboa Gallery, Miami, EEUU
- Height Art Gallery, Houston, EEUU
- Galería Pedro Esquerré, Matanzas, Cuba
- Galería Kin, México
- Propeller Gallery, Toronto, Canadá
- Boomer Gallery, Londres, Gran Bretaña
- Galería Geraldes da Silva, Oporto, Portugal
- Gallery NDSM Fuse, Ámsterdam, Países Bajos,
- No Vacancy Gallery, Melbourne, Australia
- Galería Studio RGF Arriaza 11, Madrid

## Libros
- Álvaro Pombo: Los óleos y dibujos de Garbade. Nicolás Edic., Toledo 1988,(http://www.worldcat.org/title/dibujos-y-oleos-de-garbade/oclc/434557179)
- José Ramón Danvila: Garbade, Galeria Walcheturm Zúrich, ARCO 84,
- Ungaretti: Nueve poemas inéditos. Madrid 1990 ISBN 84-87095-67-4
- Leopoldo Alas: Signos11/12. Libertarias, Madrid 1991 (http://www.worldcat.org/title/signos-1112/oclc/77617403)
- Daniel Garbade: Encres de chine autour du Fake-book. Knapp, Lausanne 1992,(https://www.worldcat.org/title/daniel-garbade-encres-de-chine-autour-du-fake-book-galerie-knapp-lausanne-16-mai-27-juin-1992/oclc/715285050&referer=brief_results)
- Agustina Bessa Luís: Le Fake-book. Joel Barès, Paris 1992,
- Eduardo Naval, Daniel Garbade: Retrospectiva. Caja Rural, Toledo 1993
- José Saramago, Vicente Molina Foix u.a.: Cóctel. El Wisli, Toledo 1996, ISBN 978-84-615-3679-5
- Daniel Garbade: Pinturas. Editado por Miguel Barbaran PI, Madrid 2000, (https://www.worldcat.org/title/daniel-garbade-pinturas-junio-2000-alejandro-arteche-phe00/oclc/795743991&referer=brief_results)
- Daniel Garbade u.a.: Desayuno para Inmigrantes. Ayuntamiento de Madrid, Madrid 2003
- Leopoldo Alas: Hablar desde el trapecio. Edic. Libertarias, Madrid 1995, ISBN 84-7683-428-4
- Juan María Crespo: Aprendemos con las letras. McGraw-Hill, Madrid 2002, ISBN 84-481-3600-4
- Michael T. Ganz: La petite mort. El Wisli, Madrid 2006, S. 4–5, ISBN 978-84-615-3680-1,
- José Luís Uriondo: La aventura de las matemáticas. McGraw-Hill, Madrid 2002, ISBN 84-481-3490-7
- José Luís Uriondo: Aprendemos con las matemáticas. Mc Graw Hill, Madrid 2002 ISBN 84-481-3493-1 978-84-481-3493-8
- Beatriz Gimeno: Cosas de Casados. Asociación Cultural Visible, Madrid 2006, ISBN 978-84-611-1454-2
- Daniel Garbade: Reload." El Wisli, Madrid 2011, ISBN 978-84-615-3858-4
- Leopoldo Alas: La loca aventura de vivir Odisea , Madrid 2009, ISBN 978-84-92609-11-6
- Sivasailam Thiagarajan: Interaktive Trainingsmethoden. Wochenschau Verlag, Dr, Kurt Debus GMBH, Schwalbach am Taunus 2014, ISBN 978-3-89974-989-2
- Daniel Garbade: Cut, Artzeitmagazine, Zúrich 2014, ISBN 978-3-03304705-1 (https://www.worldcat.org/title/cut/oclc/892072602&referer=brief_results)
- Daniel Garbade: En cama con Greco y Picasso, Toledo 2018, ISBN 978-84-09-04267-8
- José Infante: Goya on the Beach, Madrid 2019, ISBN 978-84-09-09491-2
- Daniel Garbade: Armas y Almas, Madrid 2019, ISBN 978-84-09-08862-1
- Nuria Delgado: Descends au Sud: Al-Andalus, ICAM Ginebra con  la Fundación Tres Culturas,Sevilla 2020,